# Christer Fuglesang
Arne Christer Fuglesang, född 18 mars 1957 i Nacka församling i Stockholms län, är docent i partikelfysik och den första svenska rymdfararen. Han är också författare till några barnböcker.
Christer Fuglesang är Sveriges första astronaut. Han blev uttagen i ESA-grupp 2 15 maj 1992 tillsammans med fem andra europeiska astronautkandidater. Klockan 20.47 den 9 december 2006 lokal tid (02.47 den 10 december svensk tid) blev Fuglesang den förste svensken i rymden, efter en lyckad start från Kennedy Space Center i Florida. Uppskjutningen gick bra, sex minuter efter start var Discovery uppe i hastigheten 27 000 kilometer i timmen och efter ytterligare några minuter hade rymdfärjan lagt sig i omloppsbana runt jorden.
2009 deltog Christer Fuglesang i en andra rymdfärjeuppskjutning.

## Biografi

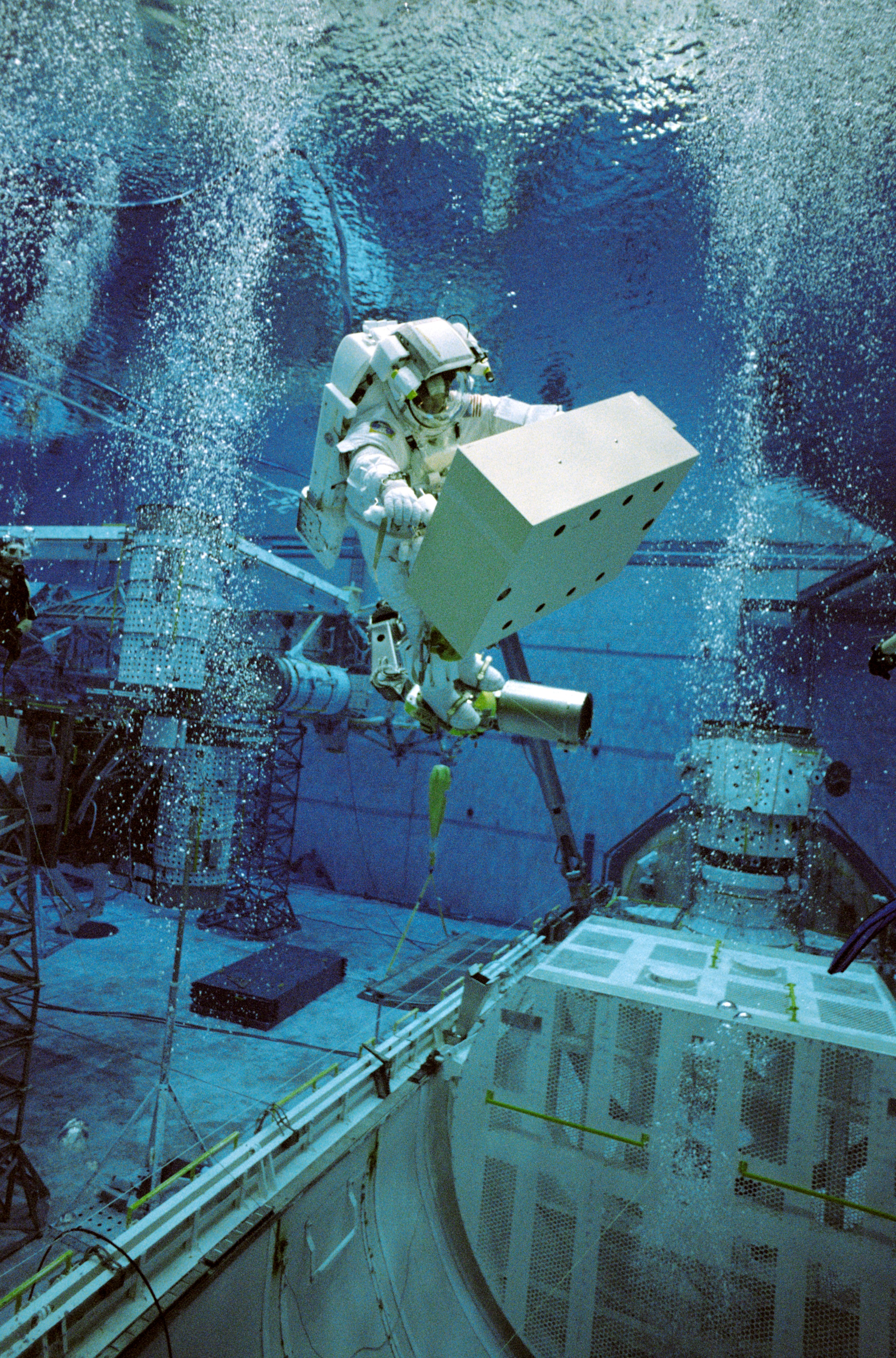
Christer Fuglesang övar inför The Celsius Mission.

### Karriären
Christer Fuglesang påbörjade sina studier i teknisk fysik vid Kungliga Tekniska högskolan 1975 och blev civilingenjör 1981. Han genomgick forskarutbildning i experimentell partikelfysik vid Stockholms universitet, disputerade 1987 och blev docent 1991. 1989 blev han Senior Fellow vid Cern. Sedan 1999 är han hedersdoktor vid Umeå universitet och har fått samma utnämning av universitetet i Nova Gorica, Slovenien. Han utsågs till affilierad professor vid KTH 2006 och tilldelades Ingenjörsvetenskapsakademiens guldmedalj 2007. Han invaldes 23 mars 2009 som utländsk ledamot av svenska Kungliga Ingenjörsvetenskapsakademien. Christer Fuglesang arbetade efter rymdresorna vid ESA i Noordwijk, Nederländerna. År 2012 emottog Christer Fuglesang Kungliga Tekniska Högskolans utmärkelse som Årets Alumn 2012. I april 2013 återvände han till Sverige och är sedan april 2017 professor i rymdfart vid KTH. Christer Fuglesang invaldes som ledamot av Kungliga Vetenskapsakademien den 5 oktober 2016 och som ledamot av Kungliga Krigsvetenskapsakademien den 26 maj 2021.
Fuglesang har varit verksam vid Cern i flera år. Där bidrog han aktivt till studierna av materiens minsta partiklar, bland annat genom att vara ansvarig för en detektor. Med sig på sina andra rymdresa hade han en handhållen partikeldetektor för mätning av kosmisk strålning (”particle flux demonstrator”), konstruerad av KTH-forskare (bland andra Mark Pearce).

### Rymdflygningskarriär
Fuglesang var 1990 en av cirka 6 000 sökande till tjänsterna som europeisk astronaut. Av dessa tävlade 294 i den svenska deluttagningen, som gjordes av en svensk urvalskommitté under ledning av Dag Linnarsson vid Karolinska institutet. Efter en lång uttagningsprocess identifierades fem svenska kandidater, som presenterades för pressen den 24  april 1991 av industriminister Rune Molin. Dessa fem svenskar gick sedan vidare till en europeisk uttagning. Den 15 maj 1992 meddelade ESA att sex européer från Belgien, Frankrike, Italien, Tyskland och Sverige (Christer Fuglesang) uttagits till den europeiska astronautkåren. Fuglesang fick sin grundutbildning till astronaut på European Astronaut Centre i Köln, Tyskland.

#### Euromir 95
I augusti 1993 var Fuglesang en av två ESA-astronauter som valdes ut för att träna inför uppdraget Euromir 95 det kommande året. Specialiserad träning inför det specifika uppdraget som kosmonaut fick han i Stjärnstaden utanför Moskva. I mars 1995 bestämdes det att Fuglesang skulle bli backup till sin ESA-kollega Thomas Reiter som fick ingå i primärbesättning. Hans första rymdfärdsuppdrag blev att arbeta som Crew Interface Coordinator vid markstationen i Koroljov under det halvårslånga uppdraget för att stödja besättning på rymdstationen Mir. Mest skulle han vara ett stöd till Thomas Reiter men även en länk mellan Mir och Payloads Operations Control Centre i Oberpfaffenhofen, Tyskland.

#### Sojuz återinträde
Mellan mars och juni 1996 genomgick Fuglesang träning i Stjärnstaden för att bli befälhavare för återinträde med Sojuzkapsel. Han lärde sig koppla loss Sojuzkapseln från rymdstation, återinträda i jordens atmosfär och landa på jorden.

#### Uppdragsspecialist vid NASA

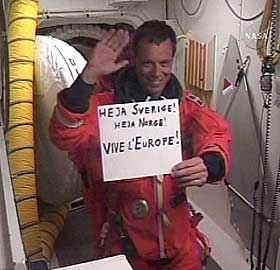
Fuglesang hälsar till Sverige, Norge och Europa på väg in i rymdfärjan.

1996 flyttade Fuglesang till Houston, Texas, USA för att genomgå Nasas astronautprogram. I augusti 1996 började han träning med Nasas astronautgrupp 16 och blev färdig med den utbildningen i april 1998, då han blev behörig astronaut och kunde bli utvald till uppdrag med rymdfärjan.

#### DiscoverySTS-116
Klockan 01.47 UTC den 10 december 2006. Vädret såg ut att orsaka ytterligare problem den 10 december, men molntäckena klarnade upp och 9 minuter till start bekräftades från mission control att man tänkte genomföra uppskjutningen. Klockan 22.12 den 11 december 2006 (UTC) dockade Discovery med ISS. Fuglesang sov i Quest Airlock under natten mot uppdragets dag fyra och klockan 21.42 12 december gick Fuglesang och Robert Curbeam ut på rymdpromenad för att inleda arbetet med ISS påbyggnad.
De påbörjade en andra, fem timmar lång rymdpromenad på kvällen den 14 december 2006. Fyra dagar senare genomförde de en oplanerad rymdpromenad för att försöka räta ut solpanelen på P6 truss som man haft problem med att dra tillbaks.
Discovery landade säkert den 22 december klockan 22.32 (UTC), något senare än ursprungligen planerat.
Väckningsmusiken var under två dagar speciellt utvald för Fuglesang; dag 3 var det Abbas "Waterloo" och dag 9 Johann Strauss d.y.:s "An der schönen blauen Donau".

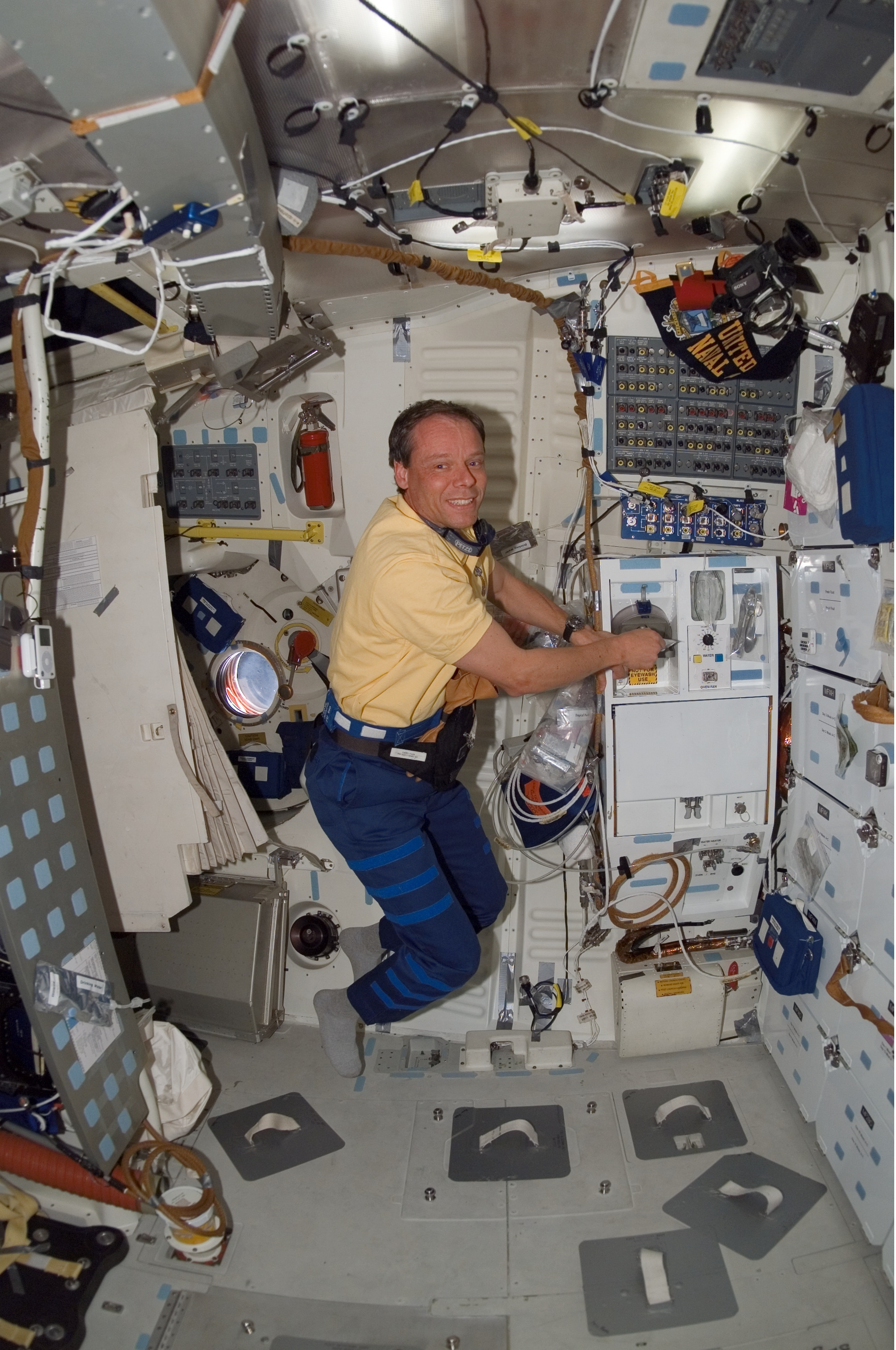
Fuglesang ombord på rymdfärjan Discovery.

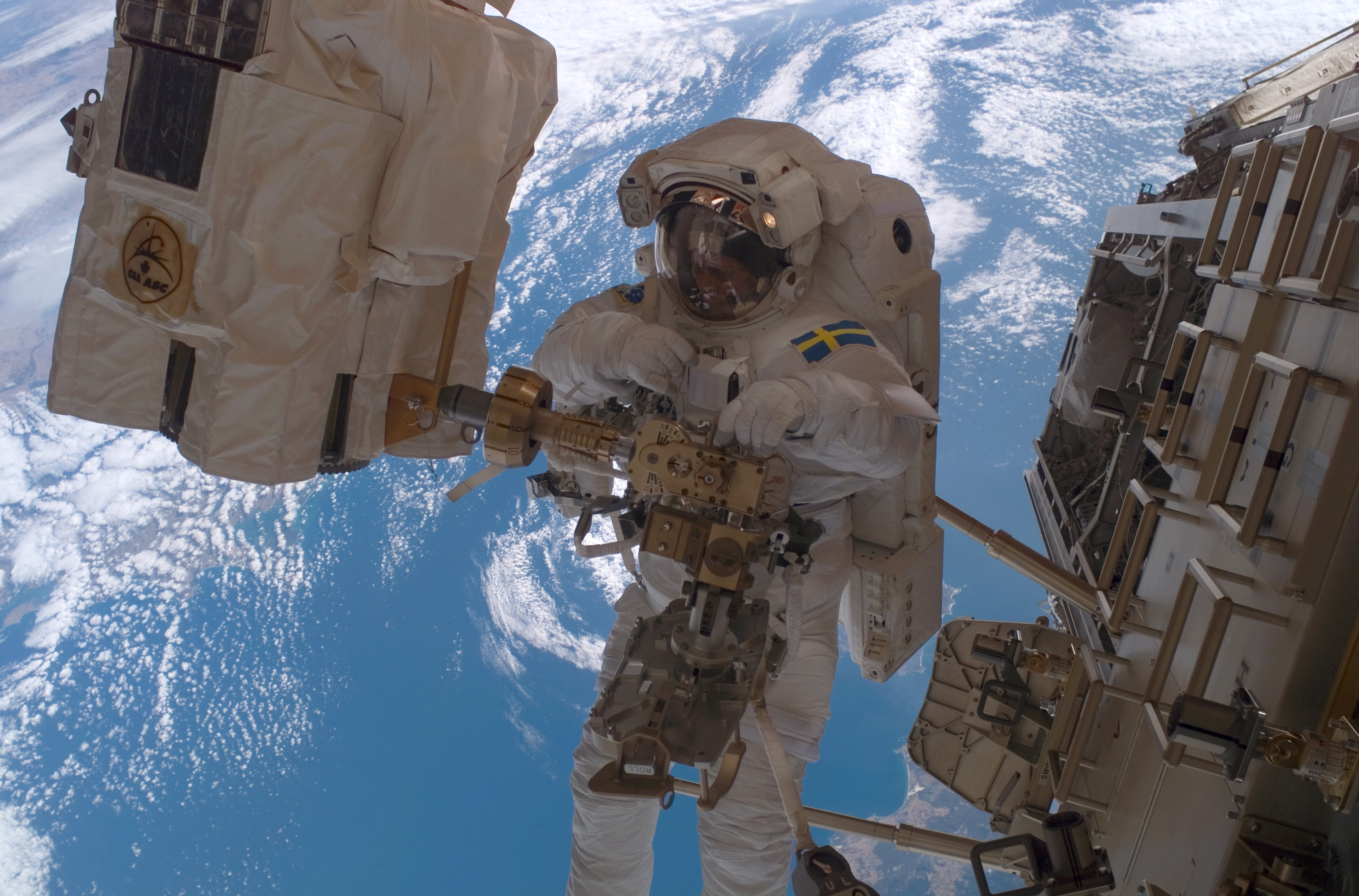
Fuglesang på rymdpromenad.

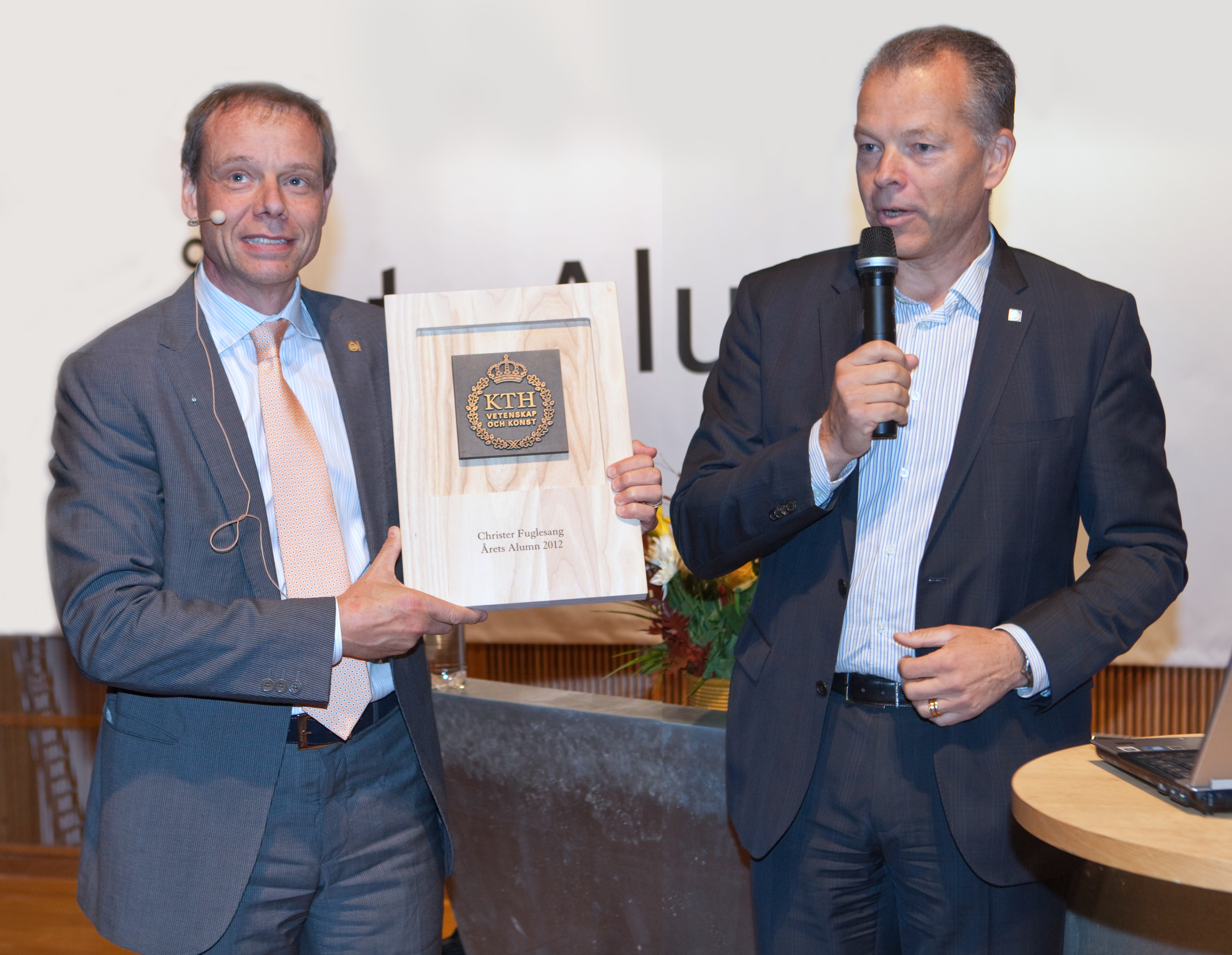
Christer Fuglesang erhåller KTH:s utmärkelse Årets Alumni 2012

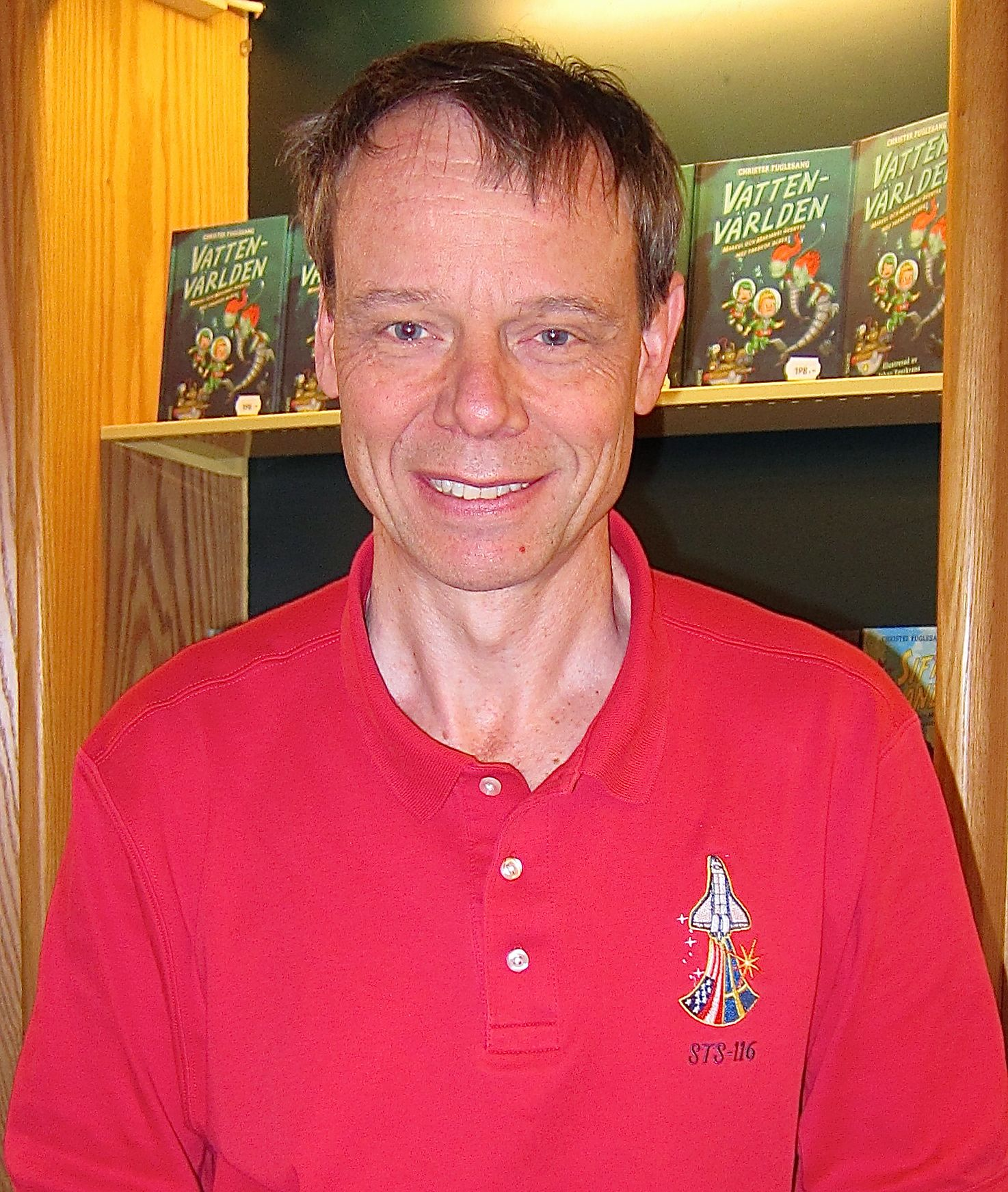
Christer Fuglesang signerar sin bok Vattenvärlden på NK i Stockholm den 16 december 2012.

#### DiscoverySTS-128
Den 15 juli 2008 blev Fuglesang uttagen som uppdragsspecialist till STS-128. Han sköts upp med Discovery klockan 04.59 den 29 augusti 2009 (UTC) på fjärde försöket och dockade ett knappt dygn senare med ISS. Den första rymdpromenaden genomfördes under flygdag 7 tillsammans med Danny Olivas, de installerade bland annat en ny ammoniaktank på ISS. Under flygdag 9 genomförde Fuglesang tillsammans med Danny Olivas en rymdpromenad, där de bland annat installerade nya GPS-antenner. Han landade den 12 september 2009 kl. 01.53 (UTC).
Under STS-128 blev Fuglesang den enda personen som inte varit amerikan eller ryss som gjort mer än tre rymdpromenader. Efter sina två rymdpromenader under STS-128  har han sammanlagt gjort fem rymdpromenader.
Fuglesangs totala EVA-tid under hans fem rymdpromenader är 31 timmar och 54 minuter vilket då placerade honom på 29:e plats över personer med mest tid från rymdpromenader i historien.

### Rymdfärder
Fuglesang har sammanlagt tillbringat drygt 26 dagar och 17 timmar i rymden.
- Fuglesang var backup för färden Euromir 95 med ryska Sojuz TM-22.
- STS-116/Discovery, eller Celsiusuppdraget, är Fuglesangs första rymdflygsuppdrag.
- STS-128/Discovery, är Fuglesangs andra rymdflygsuppdrag.

## Familj och fritid
Fuglesang är gift med Elisabeth, född Walldie, också hon examinerad civilingenjör från KTH – teknisk fysik. Tillsammans har de barnen Malin, Denise och Rutger. Christer Fuglesang har en svensk mor och en norsk far.
Fuglesang blev svensk mästare i frisbee-grenen Maximum Time Aloft 1978 och har tävlat i VM. Han höll under uppdraget STS-116 en frisbee i luften drygt 20 sekunder vilket direktsändes i TV4.

### Aktion mot alternativmedicin
Under Almedalsveckan i Visby 2011 deltog Fuglesang i föreningen Vetenskap och Folkbildnings aktion mot alternativmedicin. Tillsammans med tio andra medlemmar i föreningen svalde han en överdos (tio gånger mer än rekommenderad) av det homeopatiska medlet Coffea Alfaplex för att visa på att homeopatiska preparat är verkningslösa. Fuglesang sa efteråt att han inte kände sig påverkad av överdosen.

### Schackpartiet mot Dagens Nyheters läsare
Christer Fuglesang presenterar sig som en inbiten schackspelare, och under sin andra rymdfärd (STS-128) utmanade han läsarna av Dagens Nyheters webbplats som spelade korrespondensschack mot Christer innan och under själva rymdfärden. Läsarna kunde rösta på tre alternativa drag som valdes ut av Richard Wessman på Dagens Nyheters webbplats. Efter 30 drag erkände sig Christer Fuglesang besegrad och gav upp.

## Christer Fuglesang i populärkultur
Christer Fuglesang porträtterades av Henrik Schyffert i ett återkommande inslag i tv-serien Percy Tårar från 1996, där han tränas för (men aldrig får komma iväg på) en rymdresa. Fuglesang har också parodierats i tv-serien Hey Baberiba. Rockbandet The Movements har gjort en temaskiva om Fuglesang som gavs ut 2009 i samband med hans andra rymdfärd.
I Mysteriet på Greveholm – Grevens återkomst som är SVT:s julkalender 2012 dyker Christer Fuglesang upp där han spelar sig själv.
Rymdresan 3D är en dom-film om Christer Fuglesangs rymdresor. Där agerar han både framför kameran och var teknisk expert i produktionen. Filmen producerades av och visas sedan 2012 på Visualiseringscenter C i Norrköping.

## Kuriosa
Den sista april 1978 deltog Fuglesang tillsammans med en kamrat i den då rätt nystartade Forsränningen i Fyrisån i Uppsala. De hade byggt ett ekipage av bland annat tusentalet Rigelloflaskor, något som uppmärksammades av UNT ett par dagar efteråt.

## Asteroid
Asteroiden 11256 Fuglesang är namngiven efter Christer Fuglesang.

### Allmän bibliografi
- Fuglesang, Christer; Particle production at the CERN pp collider, doktorsavhandling, Stockholm 1987.
- Fuglesang, Christer; 13 dygn i rymden efter 14 år på jorden : dagbok från rymden, fakta, Albert Bonniers Förlag (2008) ISBN 9789100119553
- Fuglesang, Christer; Människan i rymden, fotobok, Bokförlaget Max Ström (2008) ISBN 9789171260970

### Barnböcker
- Fuglesang, Christer; Rymdresan: Markus och Marianas rymdäventyr med farbror Albert. SF, Fri Tanke förlag (2010). ISBN 9789186061142
- Fuglesang, Christer; Vattenvärlden: Markus och Marianas äventyr med farbror Albert. Barnbok, Fri Tanke förlag (2012). ISBN 9789186061456
- Fuglesang, Christer; Sifferplaneten: Markus och Marianas rymdäventyr med farbror Albert. SF, Fri Tanke förlag (2012). ISBN 9789186061319
- Fuglesang, Christer; Det svarta hålet: Markus och Marianas äventyr med farbror Albert. Barnbok, Fri Tanke förlag (2013). ISBN 9789186061661
- Fuglesang, Christer och Hall, Jesper;  Schackjakten: Farbror Albert lär dig det klassiska spelet. Barnbok, Fri Tanke förlag (2015). ISBN 9789187513718